# Gerd Tholi
I Gerd Tholi sono una struttura geologica della superficie di Venere.